# Chanson de l'oignon

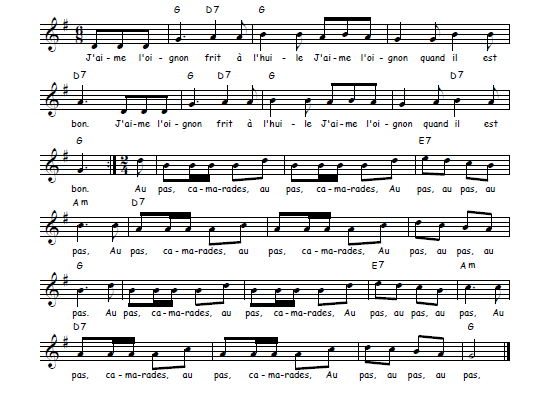
Partitura de la Chanson de l'Oignon

La Chanson de l'Oignon ("La canción de la cebolla") es una marcha francesa de en torno a 1800.
De acuerdo a la leyenda, se originó por los Granaderos de la Guardia Imperial de Napoleón. Antes de la batalla de Marengo, Napoleón vio a varios de sus Granaderos comiendo pan con cebolla. El propio Napoleón diría, "Muy bien, no hay nada mejor para marchar a buen paso por el camino hacia la gloria"
Sigue siendo utilizado en el repertorio de la Legión Extranjera Francesa.

## Música
Los versos de la Chanson de l'Oignon están en 6/8, mientras que el estribillo se encuentra en 2/4. El uso del 2/4 en el estribillo le da un ritmo más militar, característico de una marcha militar.

## Letra
| Original en francés | Traducción al español |
| --- | --- |
| J'aime l'oignon frit à l'huile, J'aime l'oignon car il est bon. J'aime l'oignon frit à l'huile, J'aime l'oignon, j'aime l'oignon.                 | Me gusta la cebolla frita en aceite, Me gusta la cebolla porque está buena, Me gusta la cebolla frita en aceite, Me gusta la cebolla, me gusta la cebolla.    |
| Estribillo: Au pas camarades, au pas camarades, Au pas, au pas, au pas, Au pas camarades, au pas camarades, Au pas, au pas, au pas.               | Estribillo: Al paso camarada, al paso camarada, Al paso, al paso, al paso, Al paso camarada, al paso camarada, Al paso, al paso, al paso.                     |
| Un seul oignon frit à l'huile, Un seul oignon nous change en Lion, Un seul oignon frit à l'huile, Un seul oignon un seul oignon                   | Una sola cebolla frita en aceite, Una sola cebolla nos convierte en leones, Una sola cebolla frita en aceite, Una sola cebolla, una sola cebolla.             |
| Estribillo | |
| Mais pas d'oignons aux Autrichiens, Non pas d'oignons à tous ces chiens, Mais pas d'oignons aux Autrichiens, Non pas d'oignons, non pas d'oignons | Pero ninguna cebolla para los Austriacos, Ninguna cebolla para todos esos perros, Pero ninguna cebolla para los Austriacos, Ninguna cebolla, ninguna cebolla. |
| Estribillo | |
| Aimons l'oignon frit à l'huile, Aimons l'oignon car il est bon, Aimons l'oignon frit à l'huile, Aimons l'oignon, aimons l'oignon                  | Amemos la cebolla frita en aceite, Amemos la cebolla porque es buena, Amemos la cebolla frita en aceite, Amemos la cebolla, amemos la cebolla.                |
| Estribillo | |

## En la cultura popular
- El estribillo es usado en la canción infantil "J'ai perdu le do de ma clarinette" ("He perdido el Do de mi clarinete"), y en la canción sueca "Små grodorna"  ("Las pequeñas ranas").
- Aparece en la serie de películas "Girls und Panzer Das Finale" pertenecientes al anime Girls und Panzer.